# Currie Cup Premier Division 2011
La Currie Cup Premier Division de 2011 fue la septuagésima tercera edición del principal torneo de rugby provincial de Sudáfrica.
El campeón fue el equipo de Golden Lions quienes obtuvieron su décimo campeonato.

## Sistema de disputa
El torneo se disputó en formato liga donde cada equipo se enfrentó a los equipos restantes, luego los mejores cuatro clasificados disputaron semifinales y final.

## Clasificación
| Pos. | Equipo              | Encuentros | Encuentros | Encuentros | Encuentros | Tantos | Tantos | Tantos | PB | PB | Puntos |
| Pos. | Equipo              | PJ         | PG         | PE         | PP         | F      | C      | Dif    | BO | BD | Puntos |
| ---- | ------------------- | ---------- | ---------- | ---------- | ---------- | ------ | ------ | ------ | -- | -- | ------ |
| 1.º  | Golden Lions        | 14         | 10         | 1          | 3          | 452    | 350    | +102   | 6  | 2  | 50     |
| 2.º  | Natal Sharks        | 14         | 10         | 0          | 4          | 423    | 321    | +102   | 7  | 1  | 48     |
| 3.º  | Free State Cheetahs | 14         | 8          | 2          | 4          | 518    | 344    | +174   | 8  | 3  | 47     |
| 4.º  | Western Province    | 14         | 8          | 1          | 5          | 414    | 318    | +96    | 5  | 2  | 41     |
| 5.º  | Blue Bulls          | 14         | 8          | 1          | 5          | 452    | 368    | +84    | 5  | 1  | 40     |
| 6.º  | Griquas             | 14         | 6          | 1          | 7          | 429    | 473    | -44    | 8  | 2  | 36     |
| 7.º  | Pumas               | 14         | 2          | 0          | 12         | 297    | 477    | -180   | 2  | 5  | 15     |
| 8.º  | Leopards            | 14         | 1          | 0          | 13         | 263    | 597    | -334   | 1  | 0  | 5      |

|  | Semifinalistas. |
|  | Descenso.       |

### Semifinales
| 22 de octubre | Golden Lions | 29 - 20 | Western Province | Ellis Park Stadium, Johannesburgo |  |

| 22 de octubre | Natal Sharks | 20 - 13 | Free State Cheetahs | Kings Park Stadium, Durban |  |

### Final
| 29 de octubre | Golden Lions | 42 - 16 | Natal Sharks | Ellis Park Stadium, Johannesburgo |  |

| Bandera de Sudáfrica |
| Campeón Golden Lions |
| Décimo título        |